# Estadio municipal de Altamira
El estadio municipal de Altamira (en euskera: Altamira estadioa)  es un estadio deportivo utilizado para atletismo,fútbol y rugby, en Villafranca de Ordizia (Guipúzcoa). Se encuentra ubicado en el distrito de Altamira.

## Instalaciones
Construido en 1972, su superficie de juego es de césped artificial. Renovado en 2007 con una capacidad de 500 asientos en la tribuna cubierta y más tarde en 2019. Para ocasiones especiales se aumentan los asientos a entre 1 000 y 2 000.

## Inquilinos principales
El estadio se utiliza para los partidos como local del Ordizia RE  desde su fundación en 1973, aunque tras jugar en otras ciudades cercanas como Hernani, Lazcano y Zarauz, y luego en el Estadio Fernando Trevijano  desde 1979, Ordizia regresó a Altamira durante su ascenso a División de Honor de Rugby en 2009. El campo también es utilizado como estadio local por el Ordizia KE  en las ligas regionales de fútbol vasco.

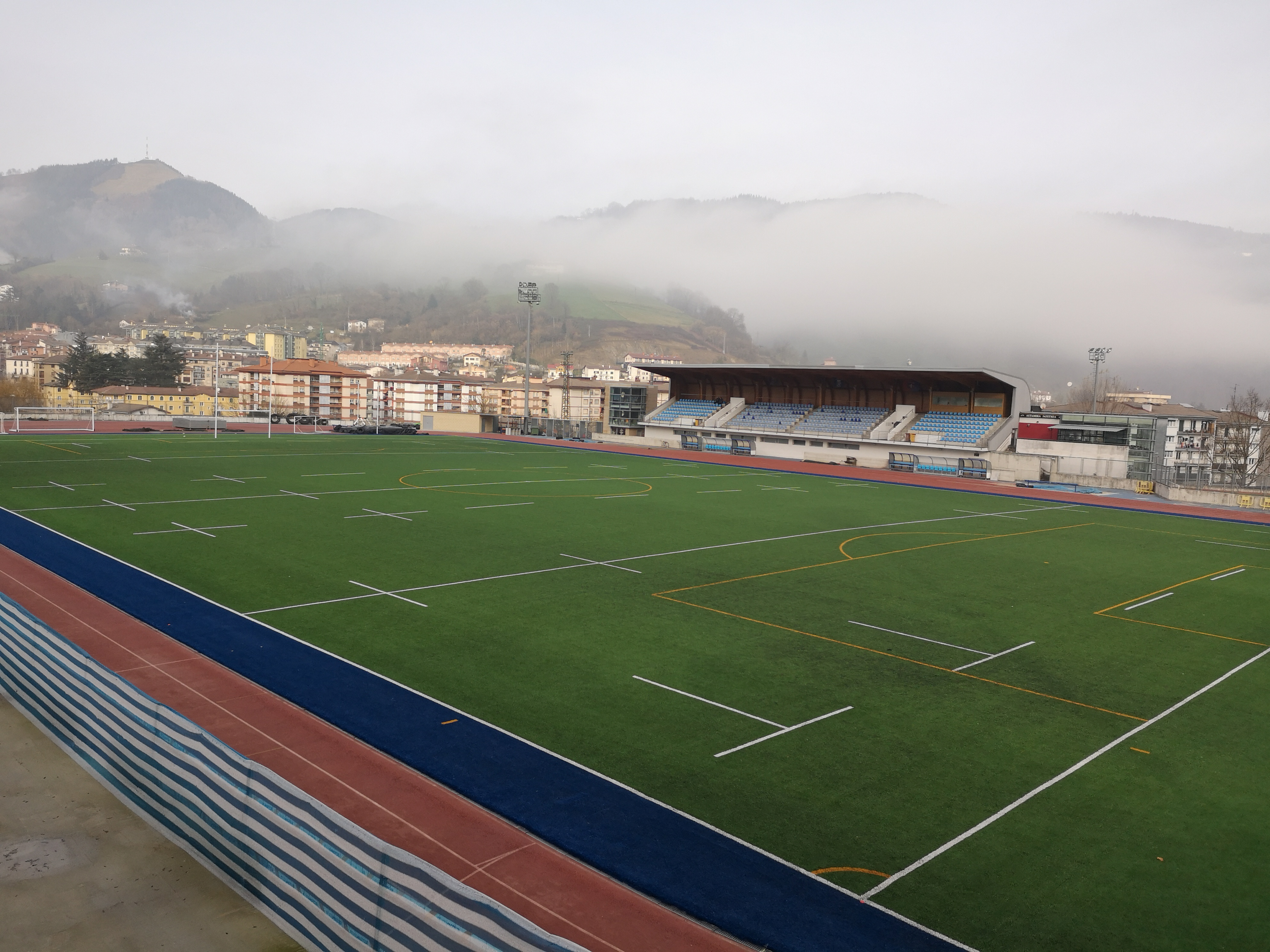
El campo visto desde la pista de atletismo.